# Уесуґі Кеншін
Уесу́ґі Кенші́н (яп. 【上杉謙信】, うえすぎけんしん; 18 лютого 1530 — 19 квітня 1578) — японський державний і військовий діяч, магнат, самурайський полководець періоду «Воюючих країн». Голова родів Наґао і Уесуґі.

## Біографія

### Молоді роки
Кеншін народився 18 лютого 1530 року у сім'ї Наґао Тамекаґе, голови самурайського роду Наґао і заступника військового губернатора провінції Ечіґо. Дитячем іменем хлопця було Торатійо, але після церемонії повноліття він отримав нове — Каґетора. Впродовж свого життя Каґетора міняв свої імена на Масатора і Терутора, а прийнявши чернечий постриг, став називатися Кеншіном.

### Об'єднання батьківщини
1536 року, по смерті батька, молодого Кеншіна віддали до монастиря Рінседзі, який служив головною усипальницею роду Наґао. Головування у сім'ї і посаду заступника губернатора успадкував старший брат хлопця, Наґао Харукаґе. Проте його правління призвело до численних заколотів місцевої самурайської знаті — провінціалів, які невдовзі обрали своїм патроном закинутого у монастирі Кеншіна. Розповся конфлікт між обома братами, який захлеснув всю Ечіґо. Під час нього ставка Кеншіна знаходилася у замку Тотіо. 1548 року за посередництва військового губернатора Уесуґі Сададзане братовбивча війна була припинена. Старший брат Харукаґе був змушений піти у відставку і прийняти постриг, а молодший брат Кеншін, який тоді ще носив ім'я Каґетора, став головою сім'ї Наґао і заступником губернатора. Кеншін переніс свою резиденцію до родового замку Касуґяма і розбудував однойменне призамкове містечко.
У 1550 році військовий губернатор Уесуґі Сададзане помер, що дозволило Кеншіну захопити реальну владу. Наступного року він змусив капітулювати свого далекого бунтівного родича Наґао Масакаґе і завершив об'єднання провінції Ечіґо під своїм контролем.

### Підтримка сусідів
1552 року у сусідніх з Ечіґо землях відбулися важливі події: у провінції Кодзуке самураї роду Ґо-Ходзьо прогнали законного володаря Уесуґі Норімасу, канрея регіону Канто, а у провінцію Шінано вторглися війська південного володаря Такеди Шінґена. Біженці з обох регіонів — Като і Шінано — попросили допомоги у Кеншіна, який, погодившись, розпочав війну на два фронти: проти Ґо-Ходзьо і Такеди.
1553 року Кеншін виступив із армією у місцевість Каванакадзіма в провінції Шінано. Там він дав перший бій військам Такеди, який відбувався відтоді на тому ж місці ще 5 разів.
Того ж року Кеншін відвідав столицю Кіото, де був прийнятий на аудієнції в імператора Японії, побував у місті Сакаї, де зустрівся із Хонґандзі Кенньо, предстоятелем буддистської Істинної секти Чистої Землі, а також звершив паломництво до храмів священної гори Коя. Цим вчинком він продемонстрував свою підтримку центральній владі та традиційним суспільно-плолітичним інститутам Японії, які на той час прийшли у занепад через невщухаючі міжусобиці регіональних володарів.
1555 року Кеншін знову зустрівся із військами Такеди у місцевості Каванакадзіма. Кампанія тривала п'ять місяців і, закінчившись нічиєю, спричинила розкол серед провінціалів Ечіґо. Через нього Кеншінові остогидла політика — він самовільно і потайки полишив власну провінцію, рушивши до священної гори Коя, щоб стати там буддистським ченцем. Перелякані провінціали, які втратили свого володаря, вирішили повернути його перед лицем небезпеки вторгнення військ Такеди і Ґо-Ходзьо. Отримавши присяги вірності та заручників від бунтівних провінціалів, Кеншін повернувся назад, змігши посилити свій контроль над ними.

#### Похід до регіону Канто
1557 року Уесуґі Норімаса, канрей регіону Канто, утік до провінції Ечіґо, прохаючи притулку у її володаря, який був його формальним васалом. Оскільки біженець не мав наступника він забажав передати свій спадок і посаду Кеншіну. Останній прибув з цим клопотанням 1559 року до столиці та отримав дозвіл на призначення себе канреєм від сьоґуна. Наступного року, прагнучи довести свою вірність Норімасі, Кеншін вирушив на чолі величезної армії до південного регіону Канто, з метою розбити Ґо-Ходзьо.
Впродовж декількох місяців наступаючим військам вдалося відвоювати весь регіон і у 1561 році обложити основні сили противника у його головній цитаделі — замку Одавара. Проте усі штурми завершилися поразками, й Кеншін був змушений відступити від нього. Підкорення Канто виявилося нелегкою справою — сил лише самої провінції Ечіґо було недостатньо, а допомога місцевої знаті поступала рідко. Через це Кеншін був змушений тримати свою ставку на півночі регіону, у містечку Умаябасі провінції Кодзуке.
1561 року, під час походу, Уесуґі Норімаса передав Кеншінові свою посаду канрея і головування у роді Уесуґі. Урочистості відбулися у символічному для самураїв місті Камакура — резиденції перших сьоґунів з родини Мінамото. Кеншін, який тоді носив ім'я Наґао Каґетора, змінив його на Уесуґі Масатора.
Оскільки володар Ечіґо вів війну на два фронти — проти роду Ґо-Ходзьо у регіоні Канто і проти роду Такеда у провінції Шінано —, він не міг довго залишатися прикутим до одного з них. Крім цього, його батьківські володіння страждали від релігійних заворушень сектантів, союзником яких був його ворог Такеда Шінґен. Прагнучи остаточно розправитися з останнім, Кеншін зійшовся з ним 1561 року у четвертій битві при Каванакадзіма, яка попри свій розмах, закінчилася нічиєю.
Усе своє життя Кеншіну так і не вдалося підкорити регіон Канто.

#### Війна проти Такеди і Оди
1562 року, зі смертю сьоґуна Асікаґи Йосітеру, Кеншін змінив своє ім'я Уесуґі Масатора на Уесуґі Терутора на честь покійного, взявши один ієрогліф «теру» від його імені.
1569 року, користуючись тим, що Такеда Шінґен розірвав свій союз із родами Імаґава та Ґо-Ходзьо і вторгся до земель першого — південної провінції Суруґа, Кеншін уклав військовий договір із своїм колишнім ворогом, Ґо-Ходзьо, скерований проти Такеди. Однак завдяки дипломатам останнього, ця угода не діяла більше року.
Оскільки Такеда Шінґен облишив спроби підкорити північну частину Шінано, яка була під протекторатом Кеншіна, і рушив на завоювання Кіото, Кеншін, у свою чергу, також звернув свій погляд на Західну Японію. 1572 року він уклав союз із Одою Нобунаґою, спільно з військами якого придушив релігійні заколоти сектантів у провінції Еттю, і після смерті свого запеклого ворога, Шінґена, завоював її.
1574 року Кеншін вдруге у своєму житті прийняв постриг і отримав від монаха, зі священної гори Коя, чернечий титул Хоін Ямато-сьо та ім'я Кеншін.
Прагнучи захопити столицю, 1576 року Уесуґі розірвав стосунки з Одою Нобунагою і, уклавши союз із монастирем Ісіяма Хонґандзі, рушив на столицю, що перебувала під контролем Оди. Армія Кеншіна здобула провінцію Ното, просунулась у провінцію Каґа, але зупинилася напівдороги — на сході почали наступ ворожі війська Ґо-Ходзьо, які уклали союз із Одою. Через це Кеншін повернув на схід і у 1578 році зібрав велику армію для покарання Ґо-Ходзьо у регіоні Канто. Проте за два дні до виступу в похід, 19 квітня він помер від крововиливу у мозок. Наступником покійного став його прийомний син Уесуґі Каґекацу.
Протягом усього життя Уесуґі Кеншін не мав дружини та власних дітей. Він був буддистським фанатиком секти Сінґон і відкидав усі «світські пристрасть» як гріховні. Релігійний запал Кеншіна спричинив його віру в те, що він сам був перевтіленням бога війни та півночі Бісямонтена (Вайсравана). За грізний норов і успіхи на війні володаря Ечіґо часто називали «тигром Ечіґо» (ечіґо но тора) або «драконом Ечіґо» (ечіґо но рю).

## Характер
Сучасники (вороги та друзі) високо цінували хоробрість, а головне — вірність слову. Так, один із запекліших ворогів Кеншіна Ходзьо Удзіясу (1515—1571), казав: «Кеншін — це єдиний, хто, погодившись одного разу щось зробити для вас, виконує свої зобов'язання, незважаючи на себе самого … Якби мені судилося завтра померти, Кеншін був би тим єдиною людиною, кого б я попросив подбати про мою родину».

## Імена
- Дитяче: Торачійо 【虎千代】
- Власне:
Наґао Каґетора 【長尾景虎】
Уесуґі Масатора (上杉政虎】
Уесуґі Терутора 【上杉輝虎】
- Буддистське:
Шінко Кеншін 【真光謙信】　(з 1570)
Його високість Фушікі 【不識院】